# Acequia de Camarera
La acequia de Camarera, de Candeclaus o de Camdeclaus es una infraestructura hidráulica en la margen izquierda del tramo bajo del río Gállego (Aragón, España). Abastece los términos de Ontinar de Salz, Zuera, San Mateo de Gállego, Peñaflor, Cartuja del Aula Dei, Montañana, Santa Isabel, Villamayor de Gállego y La Puebla de Alfindén.
La acequia, que data al menos del siglo XIII, ha estado en operación desde tiempos medievales siendo su construcción, uso y mantenimiento un punto importante de la historia de las diferentes localidades que abastece. En la actualidad riega 4500 hectáreas gracias a un sistema de acequias que se ramifica desde la principal. Además de ello la acequia actualmente mueve una central hidroeléctrica, aunque en diferentes periodos ha abastecido igualmente molinos, batanes, martinetes, lavaderos y otras necesidades de su zona de influencia.

## Descripción
La acequia nace en el azud de Camarera, del que recibe el nombre. Este azud desvía agua del río Gállego entre los núcleos de Ontinar y Zuera. El azud es compartido con la acequia de Candevania, que articula otro sistema de riego en la orilla opuesta del río. El nombre original de la acequia, Candeclaus, es un término aragonés para la casa de llaves que originalmente debía regular la acequia. Tras regar más de 400 ha de campos del municipio zufariense la acequia sigue hasta San Mateo de Gállego. 
La acequia riega otras 450 ha en San Mateo, pasando además por las inmediaciones del casco urbano de esta segunda localidad, donde antiguamente movía un molino harinero, y en la actualidad alimenta una central hidroeléctrica, para poco después pasar el barranco de Leciñena mediante el llamado puente de Santa Isabel o de Alcabón.
Al sur de San Mateo alimenta varias acequias secundarias (acequión alto y acequión bajo), que riegan los campos de Peñaflor (800 ha). Abastece también el lavadero de la localidad y un molino. Después llega al partidor, que divide la acequia en dos ramales finales:
- El de Mamblas, que riega casi 1200 ha[2] en Montañana y Santa Isabel, y tenía un salto que fue molino y central hidráulica.
- El de Villamayor de Gállego, del que salen más de ocho acequias secundarias que suman más de 1500 ha regadas[2] y que abastecía un molino y un lavadero.[3][6]

## Historia

### Origen
La fundación de la acequia suele atribuirse popularmente a 1263, justificándose su nombre en una hipotética concesión a un camarero del rey Jaime I el Conquistador. El hecho de que la acequia aparezca en la documentación medieval con el nombre de Candeclaus siendo el término de Camarera más reciente y la relación de este con el paraje de Torre Camarera donde se ubica el azud inicial ha hecho que los autores piensen que este origen es infundado.
Su origen podría ser un sistema de sistema de riegos del siglo XIII o incluso anterior que se extiende en dicho periodo, probablemente dentro de una reorganización o extensión de los riegos del río Gállego para la fundación de Villamayor de Gállego. Así, las primeras menciones documentales a la acequia indican su uso en 1383 por las localidades más cercanas al azud (Zuera, San Mateo y Peñaflor), si bien algunas referencias del siglo previo ya apuntan al riego de partidas que precedieron a Villamayor con "agua de Peñaflor".

### Edad Media y Renacimiento
Para 1406 la acequia se había extendido hasta Villamayor y Mamblas, términos ambos a las afueras de Zaragoza y cuyas acequias eran hijas de la de Candeclaus tras haberse construido una bifurcación en el tramo final. La acequia de Candeclaus se organizaba gracias a una junta de regantes que fue una de las principales instituciones de la vida agrícola de la región. Así consta de ese año una sentencia arbitral sobre el uso de la acequia. En 1468 consta la necesidad de reconstruir el azud tras las avenidas, así como noticias sobre el régimen de arrendamiento del azud. La zona que regaba era en general productora de grano.
La acequia no solo servía para riego. Se documentan en las localidades a las que da servicio al menos cinco molinos harineros (dos en San Mateo, y uno en cada una de las localidades de Peñaflor, Montañana y Villamayor), un martinete de cobre, un batán y dos lavaderos (Peñaflor y Villamayor). Desde 1490 consta la construcción de balsas y la plantación de arbolado en el tramo final de la acequia (Villamayor y Mamblas), tanto por gestionar las avenidas como por generar espacios aptos también para los ganaderos. En 1581 consta un conflicto entre dichos regantes y los ganaderos de Perdiguera, que abrevaban en la acequia, con numerosos pleitos similares en el siglo XVII dada la importancia de la acequia también para la ganadería en la zona.

### Reconstrucción en el siglo XVIII
Uno de los hechos mejor documentados de la acequia fue la necesidad de la reconstrucción del azud en 1772. Esta se financió con un préstamo de 5000 ducados a cargo de los regantes, para lo que apoderaron a dos de ellos. En 1776 se iniciaron las obras. Dos años después, aún seguían, siendo el director de la obra Francisco Abió, vecino de Zuera y uno de los apoderados de los regantes. Consta en particular el acopio de madera usando el transporte fluvial por el Gállego. Sin embargo había disputas entre los regantes sobre si reparar el azud existente o construir uno nuevo.
El proyecto estaba aún sin solucionar en 1788, para preocupación hasta de la Real Audiencia de Aragón. Dada la reciente experiencia de la construcción del Canal Imperial de Aragón, se propuso replicar el modelo con el nombramiento de un juez protector, cargo que recayó en el ministro de la audiencia Sancho de Llamar. En 1790 el azud estaba acabado basándose en un proyecto del arquitecto Fernando Martínez. Sin embargo en 1792 y 1793 aún hubieron de realizarse trabajos y para refinanciar la deuda pasada los regantes hubieron de pedir préstamos adicionales y apoderar al rico mercader Juan Martín de Goicoechea y Galarza, que era dueño de fincas en el término. Para recuperar la viabilidad financiera de la asociación, se extendió el riego a nuevas parcelas, aumentando el número de regantes de la junta.

### Siglo XIX
En 1857 los regantes de Camarera se sumaron a los de otras acequias del Gállego contra un proyecto para canalizar agua hacia Huesca, aduciendo los pocos caudales de los que a menudo disponían en el tramo bajo del río.

### La competencia entre hidroelectricidad y riego en elsigloXX
En el siglo XX destacó su uso para la generación eléctrica. El desnivel en San Mateo de Gállego fue empleado para una central hidroeléctrica por la sociedad Electra Camarera. Desde dicho salto de 200 CV la empresa empezó en 1900 a dar servicio de alumbrado a San Mateo, Zuera, Villanueva de Gállego y Villamayor. El mismo año se reaprovechó el molino de Peñaflor para crear Electra de Peñaflor en la localidad homónima. Para 1924, la red de Electra Camarera se había ampliado a La Puebla de Alfindén, Alfajarín, Nuez de Ebro y Peñaflor además de aportar el suministro de los molinos eléctricos de Nuez, Alcubierre y Lanaja y la industria de yeso de Zuera, sumando 59 km de red propia. Electra Peñaflor, mientras, fue adquirida para abastecer la fábrica de papel La Montañanesa.
En 1945 Electra Camarera fue absorbida por la mucho mayor Eléctricas Reunidas de Zaragoza (ERZ), que comenzó a consolidar su dominio sobre la generación eléctrica en el Gállego. ERZ tenía durante los años cuarenta planes para hacer un aprovechamiento integrado del curso bajo del río Gállego, lo que la puso en conflicto con los regantes, que reclamaban más caudales para uso agrícola mediante el rescate de las concesiones hidroeléctricas como el del salto de Camarera.
Por el contrario el riego de la zona de Monegros fue uno de los objetivos del Instituto Nacional de Colonización (España), que planteó el aprovechamiento del paraje conocido como llanos de Camarera, dando lugar en 1949 al poblado de colonización de Ontinar de Salz junto al nacimiento de la acequia. ERZ sí logró ampliar en 1959 la central de Camarera hasta los 490 kW.